# Croton pyrosoma
Espèce
Croton pyrosoma est une espèce de plantes à fleurs du genre Croton et de la famille des Euphorbiaceae, présente au Paraguay.
Il a pour synonyme :
- Julocroton pyrosoma, Croizat,